# Ujangsan (métro de Séoul)
Ujangsan  (en coréen : 우장산역) est une station de passage de la ligne 5 du métro de Séoul. Elle est située, au 262 Gangseo-ro, Naebalsan-dong, dans l'arrondissement Gangseo-gu à Séoul, en Corée du Sud. 
Ouverte en 1996, elle est desservie par les rames qui circulent sur la ligne 5 entre Banghwa et Hanam Geomdansan ou Macheon.

## Situation sur le réseau

Plan du réseau du métro de Séoul (2023)

La station en souterrain Ujangsan est une station de passage de la ligne 5 du métro de Séoul : elle est située entre la station Hwagok, en direction des terminus est Hanam Geomdansan ou Macheon, et la station Hwagok en direction du terminus ouest, Banghwa.

## Histoire
La station Ujangsan est mise en service le 20 mars 1996, lors de l'ouverture à l'exploitation de la section, de la ligne 5 du métro de Séoul, de Banghwa à Kkachisan.

## Services aux voyageurs

### Accès et accueil
La station est située au 163, Gonghang-daero. Établie en souterrain, elle dispose de quatre bouches en surface, numérotées de 1 à 4.

### Desserte
Ujangsan est desservie par les rames omnibus qui circulent sur la ligne 5 entre les terminus Banghwa et Hanam Geomdansan ou Macheon.

Installations
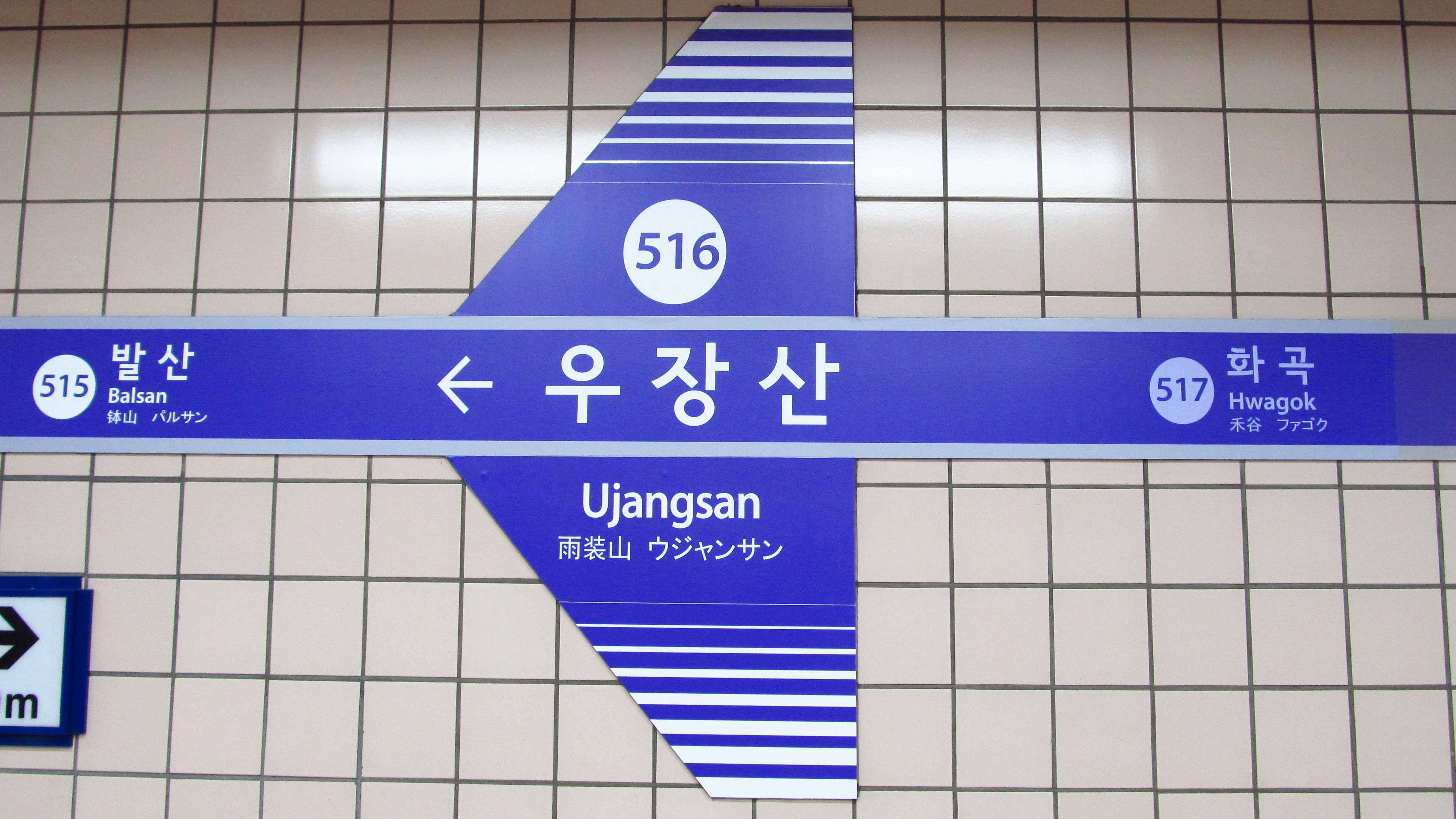
En 2018.
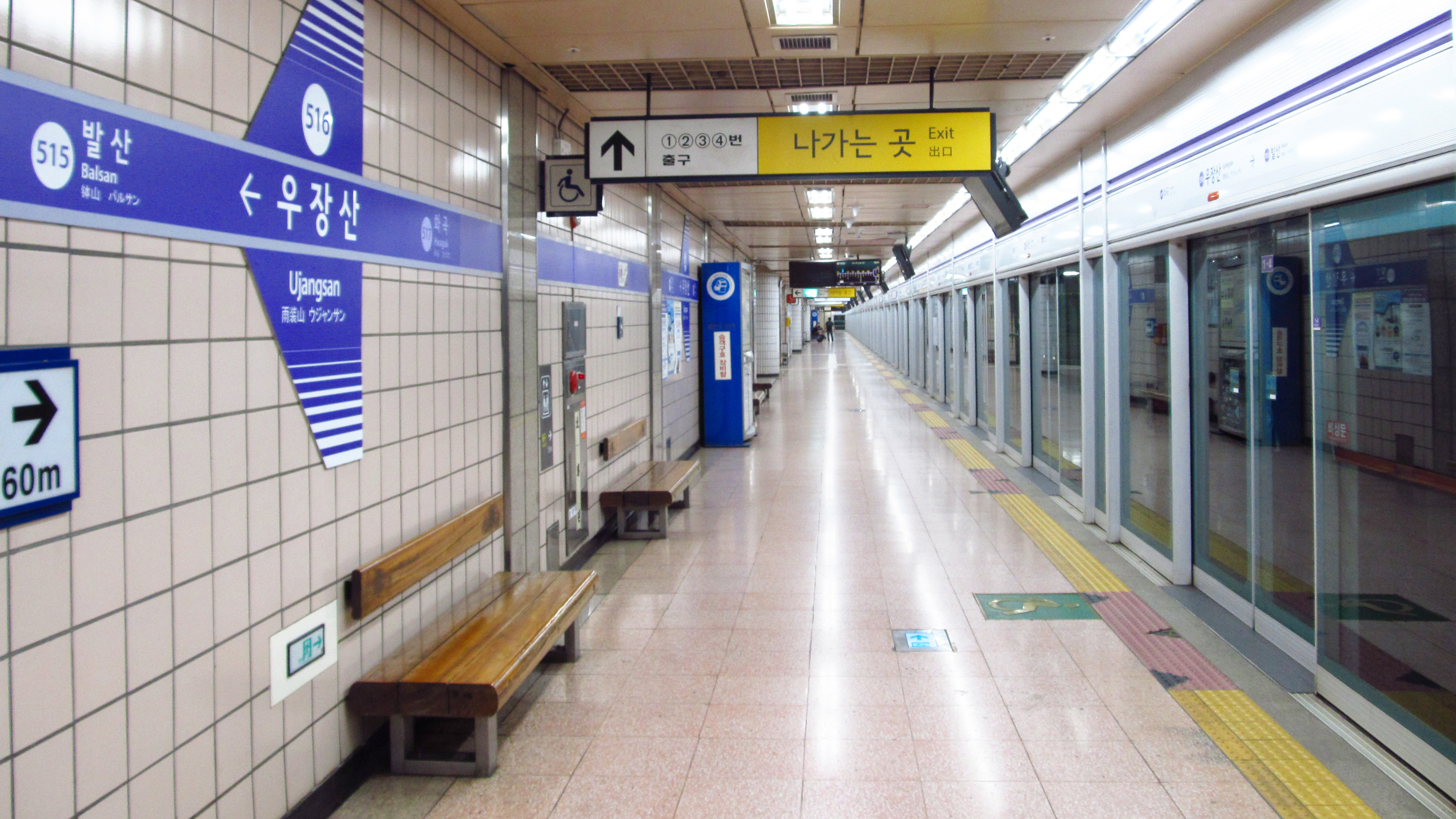
En 2018.

### Intermodalité
Des arrêts de bus sont installés à proximité.